# عمانوئيل نوبل
إيمانوئيل نوبل (بالسويدية: Immanuel Nobel)‏ (24 مارس 1801 في يافل - 3 سبتمبر 1872) كان مهندس معماري ومخترع وصناعي سويدي. ولده هو ألفريد نوبل مؤسس جائزة نوبل.

## حياته
ترعرع إيمانوئيل في أوضاع سيئة. لم يستطع والداه إرساله للتدريب والحصول على دروس في القطاع الخاص. عند بلوغه سن الرابعة عشر أصبح بحارا في السفينة السويدية ثيتيس التي سافر معها إلى البحر الأبيض المتوسط. مع الثامنة عشر عاد راجعا مرة أخرى إلى السويد. في عام 1819 أصبح عضوا في أكاديمية الفنون في ستوكهولم. وهناك بدأ دراسته في التصميم الهندسي، بعدها أصبح مدرسا في معهد تيكنولوجيسكا.

## حياته العائلية
في عام 1827 تزوج بكارولين أندريتا ألزيل التي كانت من عائلة سويدية ثرية، وأنجبا معا ثمانية أطفال، منهم أربعة أبناء فقط الذين بقوا، روبرت نوبل (1829 - 1896)، لودفيغ نوبل (1831 - 1888)، ألفريد نوبل (1933 - 1896) وإيميل أوسكار (1843 - 1864).